# Gare de Gardanne
Gare de Gardanne – stacja kolejowa w Gardanne, w departamencie Delta Rodanu, w regionie Prowansja-Alpy-Lazurowe Wybrzeże, we Francji.
Jest stacją Société nationale des chemins de fer français (SNCF), obsługiwanym przez pociągi TER Provence-Alpes-Côte d’Azur.

## Położenie
Znajduje się na wysokości 206 m n.p.m., na 419,361 km linii Pertuis – Marsylia, pomiędzy stacjami Aix-en-Provence i Simiane. Jest też stacją końcową linii z Carnoules.